# فيكتور مانويل غوتيريز
فيكتور مانويل غوتيريز (بالإسبانية: Víctor Manuel Gutiérrez)‏ هو نقابي وسياسي غواتيمالي، ولد في 10 يناير 1922 في إدارة سانتا روزا في غواتيمالا، وتوفي في 6 مارس 1966. حزبياً، نشط في حزب العمال الغواتيمالي.